# Autobuses de Hainaut
La red de autobuses de Hainaut forma parte de la SRWT (Société Régionale de Transport de Walonie, Sociedad Regional de Transporte de Valonia) y se extiende por toda la provincia de Henao, de la que Mons es capital y núcleo principal.
En el área metropolitana de Charleroi existe otra red, Autobuses de Charleroi, además de la red de Metro de Charleroi, que aseguran los desplazamientos en dicha zona.

## Historia
La empresa TEC Hainaut, de Transports en Commun (TEC) se fundó en 1991, tras la federalización del estado belga, por la que desaparecían el resto de compañías, a excepción de la SNCB.
El 1 de enero de 2019, la empresa como tal desapareció, siguiendo el decreto del 28 de marzo de 2018, emitido por el Parlamento Valón. TEC Hainaut, junto con el resto de TEC's de Valonia, fue absorbido por OTW (Opérateur de Transport de Wallonie, Operador de Transporte de Valonia). Para dividir mejor el sistema, OTW se dividió después en directions, direcciones, correspondiendo a cada TEC una direction. La direction Hainaut conserva el nombre de TEC Hainaut.

## La red

### SectorMons-Borinage
Se corresponde con el sector oriental, en el que se encuentra Mons. Estas son las líneas:
| Línea | Inicio                          | Fin                                 | Longitud | Duración | Paradas |
| ----- | ------------------------------- | ----------------------------------- | -------- | -------- | ------- |
| 1     | MONS SNCB                       | SAINT-GHISLAIN Rue du Sas           | -        | 59 min   | 63      |
| 2     | DOUR Trichères                  | MONS SNCB                           | -        | 69 min   | 70      |
| 4     | BAUDOUR Place                   | WASMES Place                        | -        | 26 min   | 26      |
| 6     | QUAREGNON Quatre Pavés          | MONS SNCB                           | -        | 29 min   | 62      |
| 7     | MONS SNCB                       | DOUR Trichères                      | -        | 75 min   | 65      |
| 8     | DOUR Trichères                  | ERQUINNES Place                     | -        | 20 min   | 23      |
| 9     | DOUR Trichères                  | MONS SNCB                           | -        | 22 min   | 25      |
| 10    | HERCHIES Rue de Bauffe          | SAINT-GHISLAIN SNCB                 | -        | 50 min   | 42      |
| 11    | SAINT-GHISLAIN SNCB             | SAINT-GHISLAIN SNCB                 | -        | 34 min   | 27      |
| 12    | SAINT-GHISLAIN Place            | SAINT-GHISLAIN SNCB                 | -        | 34 min   | 39      |
| 13    | QUEVAUCAMPS Terminus            | SAINT-GHISLAIN SNCB                 | -        | 28 min   | 20      |
| 14    | MONS SNCB                       | SAINT-GHISLAIN SNCB                 | -        | 41 min   | 41      |
| 15    | MONS SNCB                       | SOIGNIES Hôpital                    | -        | 56 min   | 45      |
| 16    | HERCHIES Église                 | MONS SNCB                           | -        | 48 min   | 58      |
| 18    | MONS SNCB                       | SAINT-DENIS Rue Grand Coron         | -        | 34 min   | 36      |
| 19    | CIPLY Place                     | MONS SNCB                           | -        | 38 min   | 42      |
| 21    | BINCHE Grand-Rue                | ESTNNES-AU-MONT Place               | -        | 10 min   | 58      |
| 22    | BINCHE SNCB                     | MONS SNCB                           | -        | 44 min   | 41      |
| 23    | HAVAY Place                     | MONS SNCB                           | -        | 46 min   | 52      |
| 25    | BLAREGNIES Église               | JEMAPPES Rue de la Station          | -        | 35 min   | 36      |
| 26    | SOIGNES Hôpital                 | SOIGNES Hôpital                     | -        | 31 min   | 23      |
| 27    | SILLY Place                     | SOIGNES Rond-point                  | -        | 64 min   | 62      |
| 28    | ROISIN Dépôt                    | DOUR Trichères                      | -        | 49 min   | 62      |
| 29    | HENSIES Cité Sartis-Charbonnage | QUIÉVRAIN Gare SNCB                 | -        | 24 min   | 23      |
| 31    | DOUR Trichères                  | QUIÉVRAIN Gare SNCB                 | -        | 40 min   | 27      |
| 34    | BINCHE SNCB                     | MONS SNCB                           | -        | 53 min   | 60      |
| 42    | NEUFVILLES Hospice              | ENGHIEN Gare                        | -        | 49 min   | 38      |
| 50    | MONS SNCB                       | MONS SNCB                           | -        | 10 min   | 8       |
| 60    | MONS SNCB                       | MONS SNCB                           | -        | 12 min   | 11      |
| 78    | PERUWELZ SNCB                   | SAINT-GHISLAIN Place                | -        | 56 min   | 43      |
| 87    | ENGHIEN Gare                    | RONSE Station                       | -        | 91 min   | 95      |
| 94    | ATH SNCB                        | GIBECQ Église                       | -        | 43 min   | 46      |
| 96    | AULNOIS SCNB                    | MONS SNCB                           | -        | 53 min   | 58      |
| 100   | ATH SCNB                        | SAINT-GHISLAIN SNCB                 | -        | 55 min   | 44      |
| 108   | BINCHE Kursaal-Postes           | BERSILLIES-L'ABBAYE Place Communale | -        | 45 min   | 79      |
| 126   | BRAINE-LE-COMTE Gare            | ENGHIEN Gare                        | -        | 46 min   | 40      |
| 134   | ERQUELINNES SNCB                | MONS SNCB                           | -        | 77 min   | 94      |
| A     | WASMES Place                    | WASMES Place                        | -        | 23 min   | 23      |
| B     | WASMES Cité de l'Abbaye         | WASMES Place                        | -        | 13 min   | 17      |
| C     | HORNU Berchon                   | SAINT-GHISLAIN SNCB                 | -        | 23 min   | 20      |
| U     | MONS SNCB                       | MONS Domaine d'Épinlieu             | -        | 19 min   | 21      |

#### Mons en Bus
Esta sub-red permite desplazamientos ágiles por el centro de Mons:
| Línea  | Inicio    | Fin               | Longitud | Duración | Paradas | Frecuencia | Frecuencia |
| Línea  | Inicio    | Fin               | Longitud | Duración | Paradas | Semana     | Sábados    |
| ------ | --------- | ----------------- | -------- | -------- | ------- | ---------- | ---------- |
| City'O | MONS SNCB | MONS Hyon         | -        | 22 min   | 24      | 15'        | 20'        |
| City'R | MONS SNCB | MONS Centre-Ville | -        | 24 min   | 25      | 15'        | 20'        |
| 50     | MONS SNCB | MONS Grand Large  | -        | 10 min   | 8       | 15'        | 20'        |
| 60     | MONS SNCB | MONS Grands Prés  | -        | 12 min   | 11      | 15'        | 20'        |

### SectorCentre
Se corresponde con el sector central, en el que se encuentra La Louvière. Estas son las líneas:
| Línea | Inicio                    | Fin                          | Longitud | Duración | Paradas |
| ----- | ------------------------- | ---------------------------- | -------- | -------- | ------- |
| 23    | MANAGE SNCB               | MANAGE SNCB                  | -        | 54 min   | 41      |
| 25    | BOIS D'HAINE Brique d'Or  | MANAGE SNCB                  | -        | 44 min   | 33      |
| 26    | LA LOUVIÈRE Tivoli        | MANAGE SNCB                  | -        | 53 min   | 41      |
| 30    | ANDERLUES Monument        | THIEU Ascenseur Strépy-Thieu | -        | 81 min   | 56      |
| 32    | LE RŒULX Centre           | MAURAGE Cité Marie-José      | -        | 23 min   | 18      |
| 33    | MANAGE SNCB               | MANAGE SNCB                  | -        | 54 min   | 41      |
| 35    | MANAGE SNCB               | BOIS D'HAINE Brique d'Or     | -        | 44 min   | 33      |
| 36    | MANAGE SNCB               | LA LOUVIÈRE Tivoli           | -        | 53 min   | 41      |
| 37    | HOUDENG-AIMERIES Jorbette | LA LOUVIÈRE SNCB-Sud         | -        | 42 min   | 30      |
| 38    | LA LOUVIÈRE Tivoli        | TRIVIÈRES Origine            | -        | 28 min   | 26      |
| 40    | LA LOUVIÈRE SNCB-Sud      | HOUDENG-AIMERIES Garocentre  | -        | 26 min   | 23      |
| 82    | MONS SNCB                 | TRAZEGNIES Terminus          | -        | 118 min  | 92      |
| 107   | JOLIMONT Hôpital          | BRAINE-LE-COMTE SNCB         | -        | 40 min   | 54      |
| 132   | LA LOUVIÈRE Carrefour     | LA LOUVIÈRE Carrefour        | -        | 99 min   | 72      |
| 134   | JOLIMONT Hôpital          | SOIGNIES Hôpital             | -        | 46 min   | 39      |
| 136   | ANDERLUES Monument        | LA LOUVIÈRE Tivoli           | -        | 67 min   | 69      |
| 167   | LA LOUVIÈRE SNCB-Sud      | LUTTRE SNCB                  | -        | 93 min   | 63      |
| 473   | BRAINE-LE-COMTE SNCB      | STEENKERQUE Église           | -        | 15 min   | 15      |

### SectorHainaut Occidental
Se corresponde con el sector occidental, en el que se encuentra Tournai. Estas son las líneas:
| Línea | Inicio                  | Fin                      | Longitud | Duración | Paradas |
| ----- | ----------------------- | ------------------------ | -------- | -------- | ------- |
| 1     | TOURNAI SNCB            | MOUSCRON SNCB            | -        | 80 min   | 88      |
| 2     | TOURNAI SNCB            | MOUSCRON SNCB            | -        | 76 min   | 79      |
| 3     | MOUSCRON SNCB           | COMINES SNCB             | -        | 47 min   | 21      |
| 4     | TOURNAI SNCB            | BAISIEUX Frontière       | -        | 17 min   | 33      |
| 6     | COMINES SNCB            | HOUPLINES Hôtel de Ville | -        | 31 min   | 27      |
| 7     | TOURNAI SNCB            | GUIGNIES Rossignol       | -        | 24 min   | 30      |
| 8     | TOURNAI SNCB            | BON-SECOURS Basilique    | -        | 79 min   | 72      |
| 9     | TOURNAI SNCB            | ATH SNCB                 | -        | 80 min   | 60      |
| 10    | ATH SNCB                | ELLEZELLES Quatre-Vents  | -        | 42 min   | 57      |
| 12    | ATH SNCB                | BLATON SNCB              | -        | 62 min   | 63      |
| 80    | BLATON SNCB             | BLATON SNCB              | -        | 25 min   | 28      |
| 81    | ATH SNCB                | BELOEIL Ecacheries       | -        | 168 min  | 77      |
| 86A   | BLATON SNCB             | LEUZE-EN-HAINAUT SNCB    | -        | 50 min   | 46      |
| 86B   | LEUZE-EN-HAINAUT SNCB   | LEUZE-EN-HAINAUT Prison  | -        | 26 min   | 24      |
| 86C   | LEUZE-EN-HAINAUT SNCB   | PERUWELZ SNCB            | -        | 58 min   | 51      |
| 88    | TOURNAI SNCB            | LA GLANERIE Bas Préau    | -        | 57 min   | 52      |
| 95    | TOURNAI SNCB            | LEUZE-EN-HAINAUT SNCB    | -        | 47 min   | 35      |
| 97    | TOURNAI SNCB            | RONSE Station            | -        | 71 min   | 72      |
| 98    | TOURNAI SNCB            | LESDAIN Place            | -        | 39 min   | 36      |
| 483   | TOURNAI SNCB            | RONSE Station            | -        | 46 min   | 41      |
| 491   | TOURNAI Les Marronniers | PERUWELZ SNCB            | -        | 76 min   | 75      |

#### Tournai City
Esta sub-red permite desplazamientos ágiles por el centro de Tournai:
| Línea | Inicio                | Fin                    | Longitud | Duración | Paradas | Frecuencia | Frecuencia | Frecuencia |
| Línea | Inicio                | Fin                    | Longitud | Duración | Paradas | Semana     | Sábados    | Festivos   |
| ----- | --------------------- | ---------------------- | -------- | -------- | ------- | ---------- | ---------- | ---------- |
| B     | KAIN Grugeon          | BLANDAIN Ancienne Gare | -        | 54 min   | 55      | 60'        | 60'        | -          |
| K     | TOURNAI Pont de Marie | KAIN L'Alouette        | -        | 65 min   | 70      | 30'        | 30'        | 60'        |
| R     | TOURNAI Pont de Marie | TOURNAI SNCB           | -        | 56 min   | 49      | 60'        | 60'        | 120'       |
| V     | TOURNAI SNCB          | VAULX Ancienne Gare    | -        | 32 min   | 31      | 60'        | 60'        | 120'       |
| W     | TOURNAI SNCB          | TOURNAI SNCB           | -        | 52 min   | 50      | 60'        | 60'        | 120'       |
| Z     | TOURNAI SNCB          | FROYENNES Terminus     | -        | 27 min   | 28      | 30'        | 30'        | -          |
| Z/    | KAIN L'Alouette       | FROYENNES Terminus     | -        | 55 min   | 55      | 60'        | 60'        | 90'        |

#### Proxibus
Esta sub-red permite conectar pequeños núcleos de población con las grandes líneas:
| Línea | Inicio              | Fin               | Longitud | Duración | Paradas |
| ----- | ------------------- | ----------------- | -------- | -------- | ------- |
| BLC   | WARNETON Le Touquet | HOUTHEM Résidence | -        | 70 min   | 40      |
| BLQ   | AULNOIS SNCB        | FRAMERIES Place   | -        | 58 min   | 3       |

### Líneas internacionales
Dada la cercanía con Francia, concretamente con las ciudades de Lille y Maubeuge, algunas líneas inician o finalizan su recorrido en el país galo:
| Línea | Inicio               | Fin                    | Longitud | Duración | Paradas | Conexión                                        |
| ----- | -------------------- | ---------------------- | -------- | -------- | ------- | ----------------------------------------------- |
| 41    | MONS SNCB            | MAUBEUGE Gare Routière | -        | 53 min   | 4       | Estación de Maubeuge                            |
| MWR   | ROUBAIX Eurotéléport | MOUSCRON SNCB          | -        | 45 min   | 3       | Eurotéléport (Metro de Lille, Tranvía de Lille) |